# Luis Fajardo Spínola
Luis Domingo Fajardo Spínola (Arrecife, 10 de febrero de 1946) es un jurista, profesor universitario y político español, desde 2002, miembro del Consejo Consultivo de Canarias.

## Biografía
Doctor en Derecho por la Universidad de La Laguna, profesor titular de Derecho administrativo de la misma universidad, durante la Transición democrática fue uno de los líderes del Partido Socialista Obrero Español (PSOE) no exiliados, tanto en Canarias como en España. En el XXVII Congreso del PSOE celebrado en 1976, fue elegido secretario ejecutivo de Política Municipal de la Comisión Ejecutiva Federal, puesto que ocupó hasta 1984.
En el ámbito institucional, fue elegido diputado al Congreso en cinco ocasiones consecutivas (primeras elecciones de 1977, 1979, 1982, 1986 y 1989), tiempo durante el cual fue miembro de la Diputación Permanente de la cámara, presidente de la Comisión de Asuntos Exteriores y de la Comisión de Administraciones Públicas, y miembro de la Comisión Constitucional al tiempo de elaboración de la Constitución de 1978. Fue miembro de la Asamblea Parlamentaria del Consejo de Europa, donde presidió la Comisión de Medio Ambiente y de la asamblea de parlamentarios canarios que redactó el proyecto de Estatuto de Autonomía para las islas.
En las elecciones al Parlamento de Canarias de 1995 obtuvo escaño como diputado por Lanzarote, renovándolo en 1999. Abandonó el escaño en 2002, cuando el Parlamento canario lo eligió como miembro del Consejo Consultivo de Canarias de los cuatro que correspondían a la cámara, órgano del que preside una de sus Secciones desde entonces.